# つるやホテル (熱海温泉)
つるやホテルは、かつて静岡県熱海市熱海温泉に存在したホテル。建物は、国道135号線のお宮の松の前にあった。

## 概要
つるやホテルの前身となるつるや旅館は、1934年に畠山鶴吉により創業。お宮の松の前という立地条件の良さに加え畠山が衆議院議員であったこともあり、吉田茂など政財界の要人らが多く利用し、熱海温泉の中でも著名な宿泊施設となった。
1967年に鉄筋コンクリート10階建てのつるやホテルとして衣替えを果たし、再び熱海でもトップクラスの宿泊施設として広く知られるようになる。しかし1970年2月3日未明に9階から出火、宿泊客らは全員無事避難したが8階から10階までの宴会場や会議室などが焼失した。1984年には兼松通商に買収されて創業家の手を離れる。その後、バブル景気の時代には不動産売買の担保となり数百億円規模の融資が行われる舞台にもなった。バブル崩壊後の2001年6月、競売により所有権が外資系企業の手に渡ると、ホテルの営業自体も同年11月1日を以って終了した。

## その後
閉館した後は廃墟扱いされたこともあったが、2007年までに解体され、跡地ではジョイント・コーポレーションが複合商業施設「auneATAMI」の建設に乗り出した。しかし完成直前の2009年、同社が会社更生法適用に向けた申請を行い工事は中断。建物は使われないまま（結果として10年近く）廃墟となった。不運続きの場所は、つるやホテルの跡地という知名度の高さもあり、「日本三大訳アリ物件」として紹介されたこともある。2010年代後半、日本にインバウンド需要が増加すると香港の企業がauneATAMIの所有権を取得、2018年、全室スイートルームの五つ星ホテルとして建物をリニューアルする構想が持ち上がり、2022年9月26日に全室温泉付きの「熱海パールスターホテル」として開業した。